# District de Soufrière
Pour les articles homonymes, voir Soufrière.
Ne pas confondre avec le volcan de la Soufrière de Sainte-Lucie aussi appelé Qualibou.
Le district de Soufrière est l'un des dix districts de Sainte-Lucie.

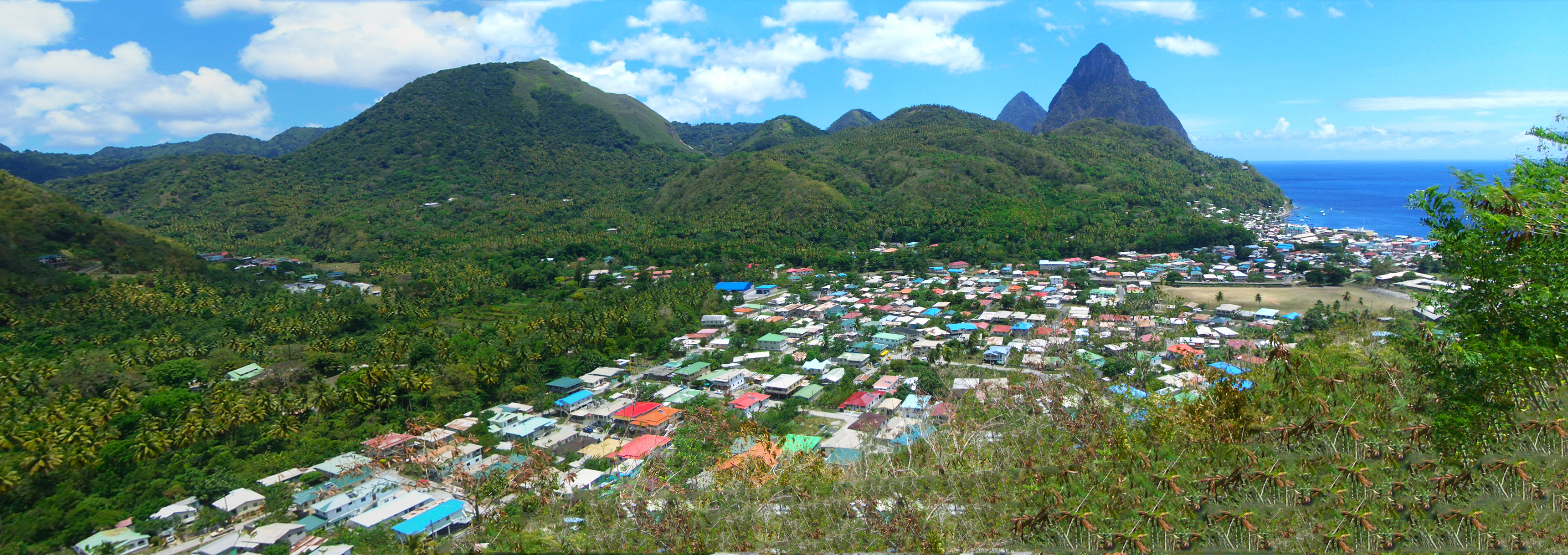
Vue de Soufrière.

Soufrière était l'ancienne capitale de Sainte-Lucie durant les différentes périodes d'occupations françaises. 
C'est aujourd'hui un village de pêcheurs avec une industrie touristique émergente. Ceci notamment grâce à des attractions telles que : le Jardin botanique et les Diamond Falls, l'ascension des Gros Piton et Petit Piton, le Sulphur Springs, et la baie de sable noir Anse Chastenet.
On peut aussi faire de la randonnée palmée et de la plongée sous-marine.